# لئوپولدزبورگ
شهر لئوپولدزبورگ (به فرانسوی: Leopoldsburg) در شهرستان اسلت  در استان لمبورگ  در منطقه فلاندری در کشور بلژیک واقع شده‌است.